# أكاديمية تورين للعلوم
أكاديمية تورين للعلوم هي أكاديمية تهدف إلى المساهمة في التقدم العلمي، من خلال تعزيز البحث وتولي مسؤولية نشر نتائجه، من خلال المساهمة في نشر المعرفة عن طريق المؤتمرات والندوات والمؤتمرات وأي وسيلة أخرى تعتبر مناسبة، وعن طريق إعطاء تقديم المشورة وتقديم مقترحات للمؤسسات العامة والمنظمات الخاصة في نطاق اختصاصها.

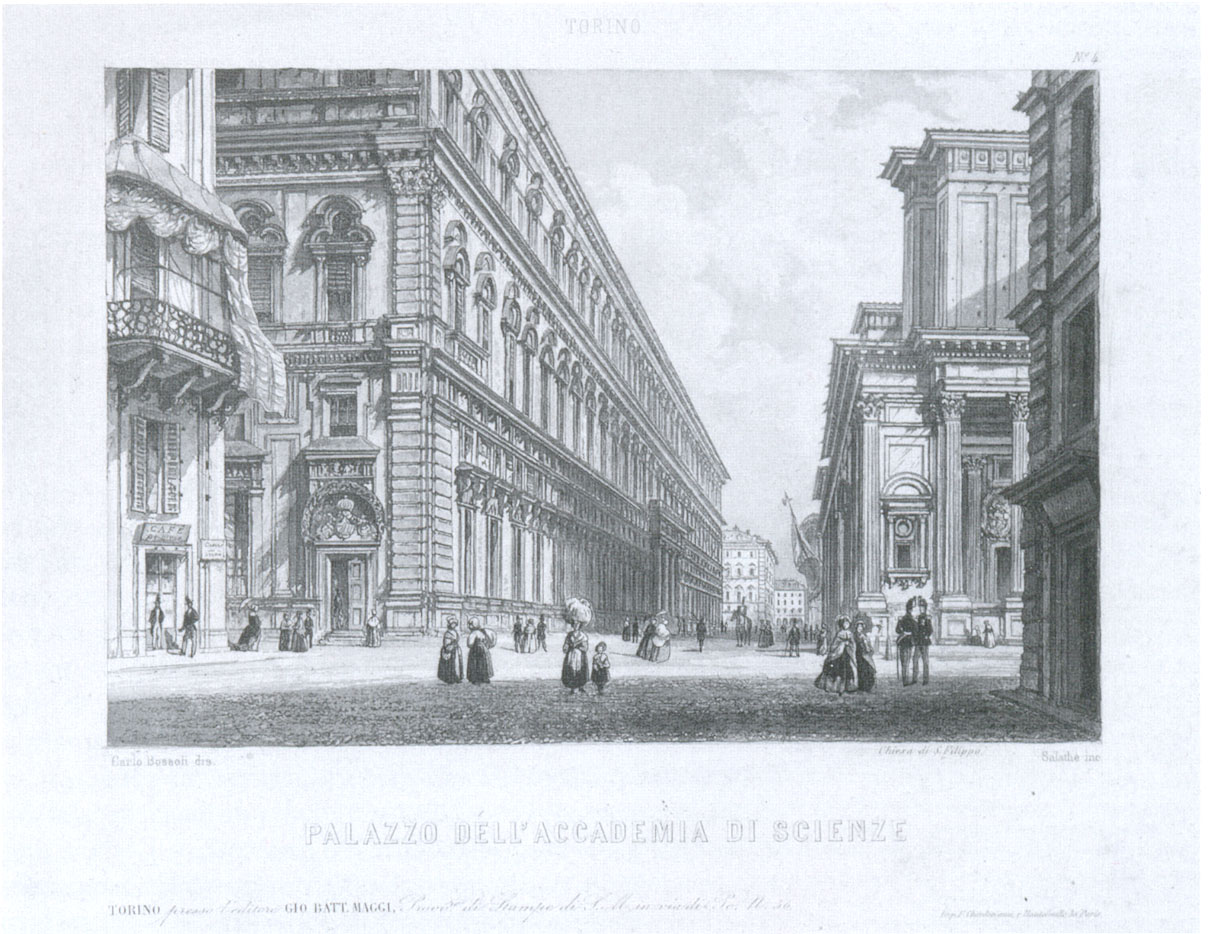
نقش قديم (1853) للمقر التاريخي لأكاديمية العلوم في تورينو.